# Ce que cette nature te dit
Pour plus de détails, voir Fiche technique et Distribution.
Ce que cette nature te dit (hangeul : 그 자연이 네게 뭐라고 하니 ; RR : geu jayeon-i nege mwolago hani) est un film sud-coréen réalisé par Hong Sang-soo et sorti en 2025.
Il est présenté en compétition officielle à la Berlinale 2025.

## Synopsis
Dong-wha, un poète d'une trentaine d'années, visite accidentellement la maison de son amante, Jeon-hee,.

## Fiche technique
Sauf indication contraire ou complémentaire, les informations mentionnées dans cette section peuvent être confirmées par la base de données de KMDb
- Titre : Ce que cette nature te dit
- Titre original : 그 자연이 네게 뭐라고 하니
- Titre anglophone : What Does That Nature Say to You
- Réalisation et scénario : Hong Sang-soo[4]
- Musique : Hong Sang-soo[4]
- Photographie : Hong Sang-soo[4]
- Son : Hong Sang-soo
- Montage : Hong Sang-soo[4]
- Production : Hong Sang-soo[4]
- Société de production : Jeonwonsa Film Company[5]
- Sociétés de distribution : Jeonwonsa Film Company / Contents panda (Corée du Sud) ; Arizona Distribution (France)[6]
- Pays de production :  Corée du Sud
- Langue originale : coréen
- Format : couleur
- Genre : drame
- Durée : 108 minutes
- Dates de sortie :
  - Allemagne : 20 février 2025 (Berlinale)[2]
  - Corée du Sud : 14 mai 2025
  - France : 29 octobre 2025[7]
- Classification :
  - Corée du Sud : 15 ans et plus[8]

## Distribution
- Ha Seong-guk : Ha Dong-hwa, poète
- Kwon Hae-hyo : Kim O-ryeong
- Jo Yoon-hee : Choi Seon-hee
- Kang So-yi : Kim Jeon-hee, fille d'O-ryeong
- Park Mi-so :  Kim Neung-hee

## Production
Il s'agit du 33e long métrage de Hong Sang-soo, produit par sa propre société Jeonwonsa Film Company, auquel l'actrice Kim Min-hee participe en tant que directrice de production.
Les acteurs Ha Seong-guk, Kwon Hae-hyo et Jo Yoon-hee font partie du film.
Après une préparation de trois semaines, le tournage a duré « sept à huit jours », précise le réalisateur. Il a lieu dans la maison des parents de l'actrice Kang So-yi.

## Accueil

### Festival et sortie
Le 21 janvier 2025, la Berlinale dévoile la sélection des films en complétion : le film y est mentionné, sous le titre anglais What Does That Nature Say to You, pour la sixième fois après La Femme qui s'est enfuie (2020), Introduction (2021), La Romancière, le Film et le Heureux Hasard (2022), In Water (2023) et La Voyageuse (2024). Il y est projeté dans la soirée du 20 février au Theater am Potsdamer Platz,.
Le film sort le 14 mai 2025 en Corée du Sud,.

## Distinctions

### Nomination
- Berlinale 2025 : en compétition officielle pour Ours d'or[11],[12]